# Latijnse school (Megen)

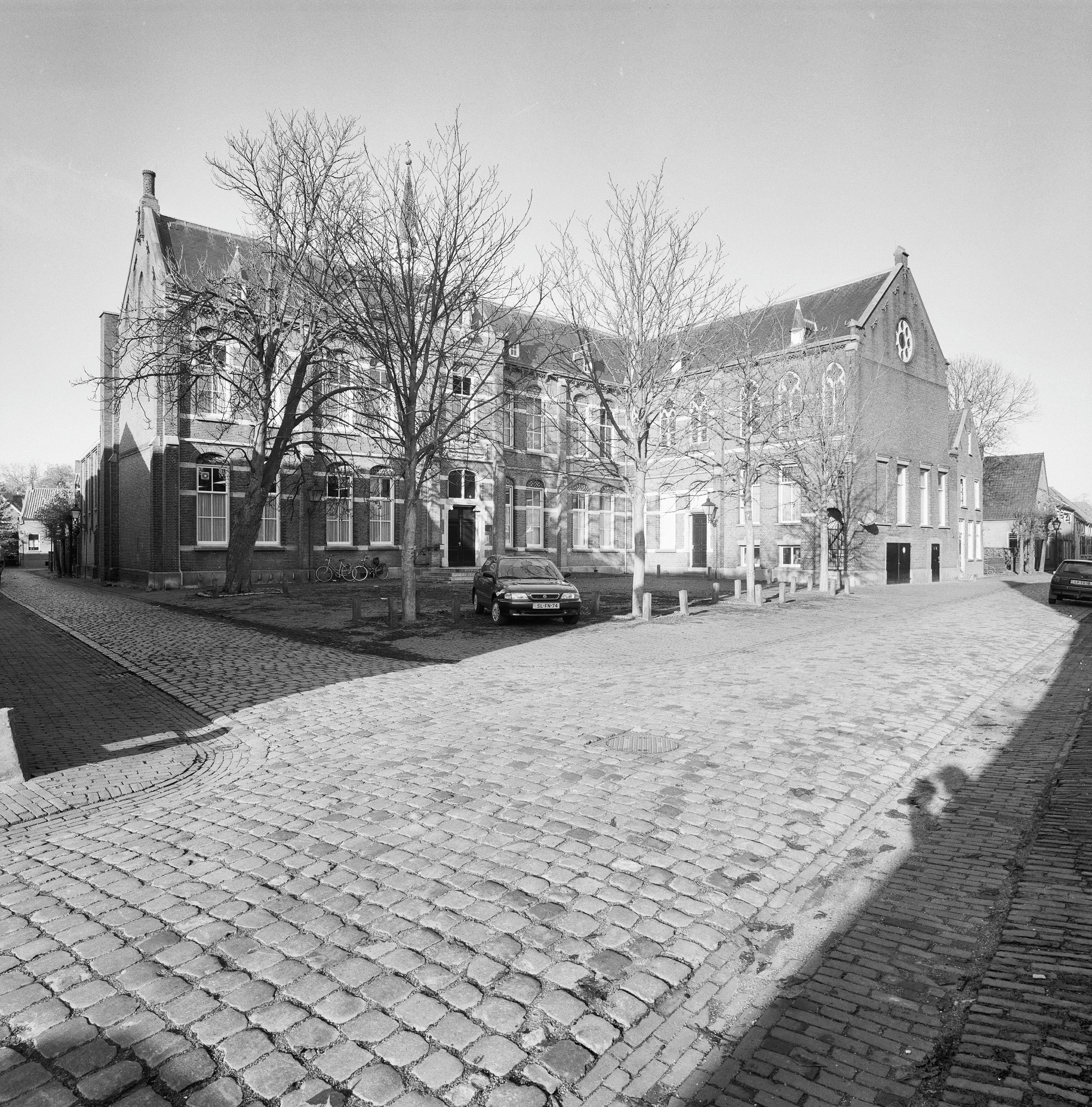
De Latijnse school

De Latijnse school is een voormalige Latijnse school en gemeentehuis in Megen.

## Geschiedenis
De Latijnse school in Megen werd gesticht in 1645. In 1629 veroverde Frederik Hendrik na een groots opgezette belegering de stad 's-Hertogenbosch en werden de franciscaner monniken gedwongen hun klooster daar te verlaten. Zij mochten zich in Megen vestigen op voorwaarde dat ze daar een Latijnse school zouden oprichten. De school trok oorspronkelijk uit de hele Republiek katholieke jongens aan, die omwille van hun geloof geen hoger onderwijs konden volgen. In deze vorm heeft de Latijnse school tot 1800 bestaan.
Tussen 1800 en 1877 was het een Openbare Latijnse School, die subsidie van de regering kreeg. Dit bleek in de laatste jaren geen succesvolle formule meer te zijn, want de school had nog nauwelijks leerlingen. Bij de invoering van de Hoger-Onderwijswet van 28 april 1877 veranderde de Latijnse School in een Bijzondere School van Hooger Onderwijs en werd geheel overgedragen aan de Franciscanen. De school werd toen het Sint-Antoniusgymnasium. Met de grote maatschappelijke veranderingen in de jaren 1960 en de invoering van de Mammoetwet, bleek er voor een klein gymnasium als in Megen geen plaats meer te zijn. De school werd op 3 juli 1967 definitief gesloten.

## Het gebouw
In de eerste jaren maakten de monniken gebruik van een vervallen woning. In 1666 werd een geheel nieuw schoolgebouw gebouwd. Na een inval door Franse troepen werd de school gedeeltelijk in gebruik genomen als gemeentehuis. Deze gedeelde functie was een succesformule want ze bleef in stand tot het midden van de twintigste eeuw.
In 1776 werd de school annex gemeentehuis herbouwd. Honderd jaar later was er behoefte aan een groter gebouw. Tussen 1883 en 1884 werd daarom een nieuwe school gebouwd, die in eclectische stijl was ontworpen door de bekende architect Evert Margry. Het gebouw heeft twee verdiepingen en had met zijn drie vleugels oorspronkelijk een H-vorm. In 1900 volgde een uitbreiding met nog twee vleugels. In een van de vleugels was op de begane grond tot 1942 het gemeentehuis gevestigd, met op de verdieping daarboven de kapel.
De Latijnse school ligt binnen het beschermd stadsgezicht van Megen. Het grotendeels in oorspronkelijke vorm bewaard gebleven gebouw is een rijksmonument. Vanaf 1971 is het schoolgebouw in gebruik als gemeenschapshuis. In het gebouw zijn onder andere een gymzaal, tentoonstellingsruimten en een café gevestigd.